# U-926
Unterseeboot 926 foi um submarino alemão do Tipo VIIC, pertencente a Kriegsmarine que atuou durante a Segunda Guerra Mundial.

## Comandantes
| Comandante                | Data                                          |
| ------------------------- | --------------------------------------------- |
| Oblt. Eberhard von Wenden | 29 de fevereiro de 1944 - 31 de julho de 1944 |
| Oblt. (R) Werner Roost    | 1 de agosto de 1944 - 4 de fevereiro de 1945  |
| Oblt. Hellmut Rehren      | 5 de fevereiro de 1945 - 9 de maio de 1945    |

## Subordinação
Durante o seu tempo de serviço, esteve subordinado às seguintes flotilhas:
| Período                                       | Flotilha                                   |
| --------------------------------------------- | ------------------------------------------ |
| 29 de fevereiro de 1944 - 14 de março de 1945 | 4. Unterseebootsflottille (treinamento)    |
| 15 de março de 1945 - 8 de maio de 1945       | 11. Unterseebootsflottille (serviço ativo) |